# Calf Rock
Calf Rock är en kulle i Antarktis. Den ligger i Västantarktis. Argentina, Chile och Storbritannien gör anspråk på området. Toppen på Calf Rock är 643 meter över havet, eller 137 meter över den omgivande terrängen. Bredden vid basen är 0,70 km.
Terrängen runt Calf Rock är varierad. Trakten är obefolkad. Det finns inga samhällen i närheten.